# TB/FC Suðuroy/Royn
El TB/FC Suðuroy/Royn va ser un club de futbol feroès amb seu a Trongisvágur. L'equip va ser el resultat d'una fusió dels tres clubs de l'illa de Suðuroy: el Tvøroyrar Bóltfelag, el FC Suðuroy i el Royn Hvalba.

## Fundació
El 15 de desembre de 2016 es va decidir que els tres clubs de l'illa Suðuroy es fusionessin en un nou club per a la temporada 2017. L'acord sobre la fusió va arribar a correcuita i no hi va haver prou temps per a trobar una nova identitat per al club, de manera que el seu nom va ser una combinació dels noms dels tres clubs. Aquest nom era massa llarg per utilitzar-lo, per la qual cosa els mitjans de comunicació van començar a utilitzar la paraula Suðuroyarliðið en el seu lloc, que significa "l'equip de Suðuroy". Per la seva banda els partidaris del nou equip havien acordat l'ús de la paraula Suðringar, que significa "Gent de Suðuroy".

## Participació a la 1a divisió feroesa

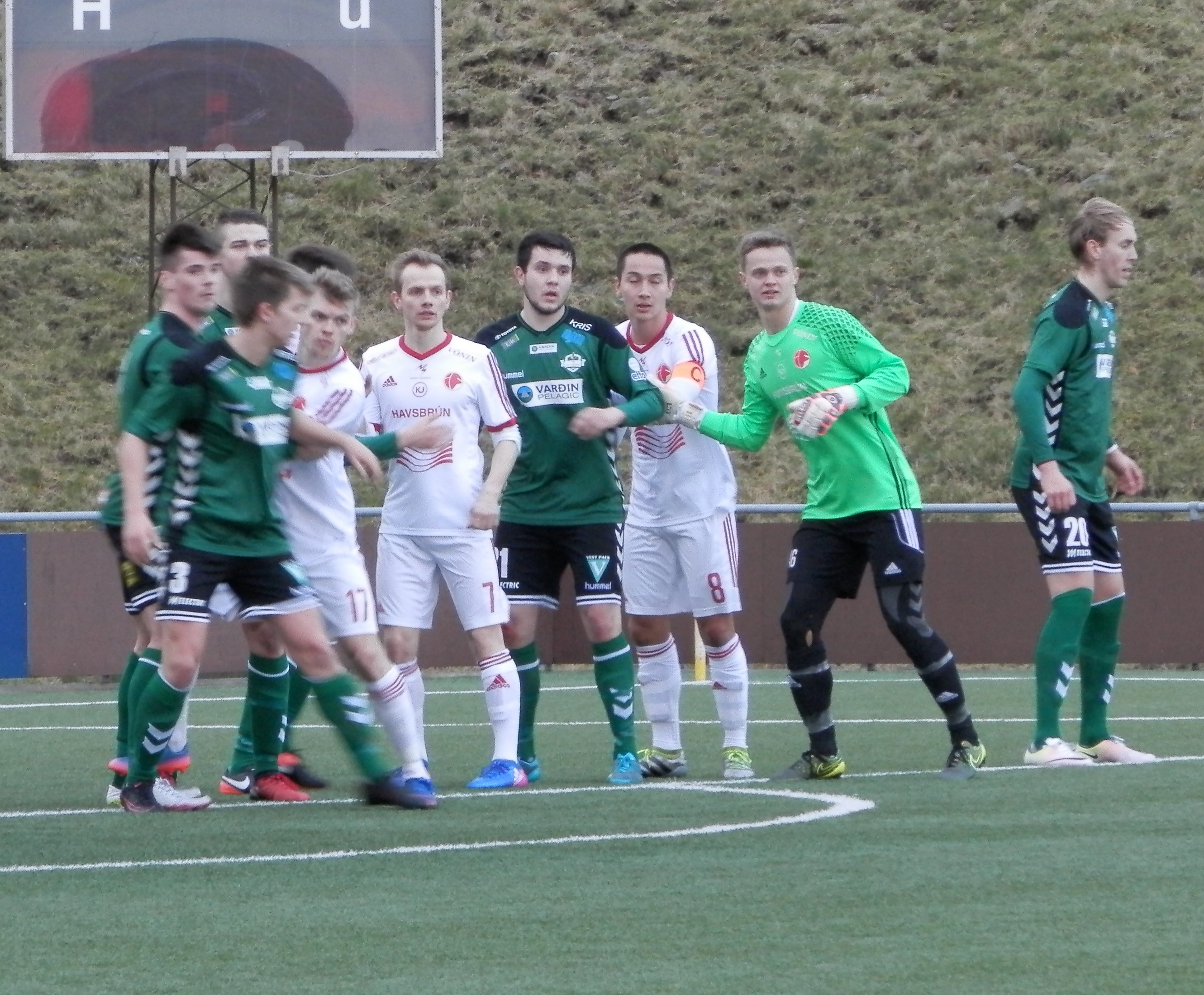
El TB/FC Suðuroy/Royn (de verd) en el seu primer partit oficial a la Primera Divisió de les Illes Fèroe el 2017, el qual va acabar amb victoria del TB/FC Suðuroy/Royn per 2–1 davant de l'ÍF Fuglafjørður.

L'equip va començar la temporada 2017 amb molt bones sensacions. Tenien un nou directiu, l'exjugador internacional escocès Maurice Ross, i havien comprat tres jugadors noruecs. També van comprar l'exjugador del FC Suðuroy, Jón Krosslá Poulsen, i l'exjugador del TB Tvøroyri, Poul Ingason.
El TB/FC Suðuro /Royn va guanyar el seu primer partit, que va ser contra ÍF Fuglafjørður i durant les 5 primeres jornades es va mantenir en 1a i 2 posició. El cinquè partit va ser contra B36 Tórshavn, els campions de la lliga feroesa el 2014 i el 2015. El partit es va jugar el 23 d'abril de 2017 al camp de Við Stórá a Trongisvágur sota un temporal de neu i vent. Malgrat el B36 va marcar primer el Suðringar va acabar guanyant 3 a 2.

## Dissolució
Tanmateix, el TB/FCS/Royn va baixar de forma i va acabar la temporada 2017 només en el vuitè lloc. L'any següent van acabar en una posició millor, però la fusió no va aguantar i es va acabar desfent quan va acabar la temporada. El TB va heretar el seu lloc a la primera divisió, el FC Suðuroy va reprendre el joc a la 2. deild (3a divisió) i el Royn a la 3. deild (4a divisió).